# 오토촌 (후쿠시마현)
오토촌(大戸村)은 후쿠시마현 기타아이즈군에 일찍이 존재했던 촌이며. 현재의 아이즈와카마쓰시의 일부이다.

## 역사
- 1875년 8월 12일 - 주변의 촌들이 합병해 오가와촌이 되었다.
- 1889년 4월 1일 - 정촌제가 시행되어 6촌이 합병해 기타아이즈군 오토촌이 성립하였다.
- 1955년 1월 1일 - 미나토 촌, 잇키 촌, 고야 촌, 고자시 촌, 몬덴 촌 및 히가시야마 촌과 함께 당시의 와카마쓰시에 편입되어 소멸하였다. 와카마쓰시는 이날부터 아이즈와카마쓰시로 개칭되었다.

## 현재
현재의 아이즈와카마쓰시 남부에 해당한다. 아시노마키 온천이 있으며, 농촌 취락, 논, 산림 등이 펼쳐져 있고 아가강이 흐르고 있다. 이 지역을 국도 118호, 후쿠시마현도 23호 아이즈타카타카미산요리가 경유하고 있다. 또한, 아이즈 철도 아이즈선이 경유하고 있으며, 동선의 아마야역, 아시노마키온센역, 오카와댐공원역, 아시노마키온센미나미역이 있다. 

## 참고문헌
- 『会津若松史』「第7巻 大正・昭和の会津」1967年、会津若松市
- 『会津若松史』「第12巻 史料便覧編」1967年、会津若松市